# Hank Johnson

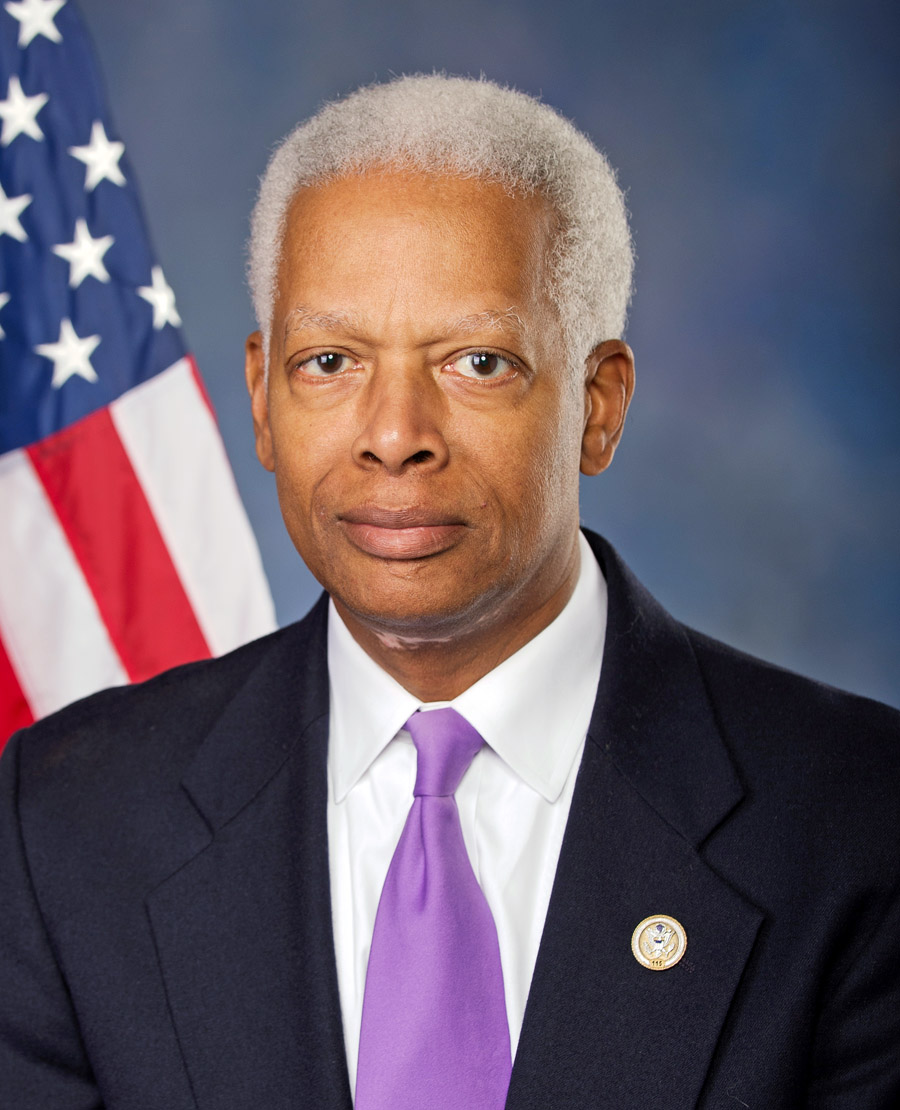
Hank Johnson (2017)

Henry Calvin „Hank“ Johnson, Jr. (* 2. Oktober 1954 in Washington, D.C.) ist ein US-amerikanischer Politiker der Demokratischen Partei. Seit 2007 vertritt er den vierten Distrikt des Bundesstaats Georgia im US-Repräsentantenhaus.

## Privatleben
Hank Johnson besuchte zunächst das Clarke College in Atlanta in Georgia, wo er 1976 seinen Bachelor of Arts erwarb. Nach einem anschließenden Jurastudium an der Thurgood Marshall School of Law und der Texas Southern University in Houston, mit erfolgreichem Abschluss als Juris Doctor (J.D.), sowie seiner Zulassung als Rechtsanwalt begann er ab 1979 in Decatur (Georgia) in seinem neuen Beruf zu arbeiten. Zwischen 1989 und 2001 war er auch als Richter am Magistratsgericht tätig.
Er ist verheiratet mit Mereda Davis Johnson und Vater zweier Kinder. Privat lebt er mit seiner Familie in Lithionia. Seit Jahren leidet Hank Johnson unter einer Hepatitis-C-Erkrankung.

## Politik
Politisch wurde Johnson Mitglied der Demokratischen Partei. Zwischen 2001 und 2006 war er Mitglied im Kreisrat (Board of Commissioners) im DeKalb County.
Bei den Kongresswahlen des Jahres 2006 wurde er im vierten Kongresswahlbezirk von Georgia in das US-Repräsentantenhaus in Washington gewählt, wo er am 3. Januar 2007 die Nachfolge von Cynthia McKinney antrat. Er siegte mit 74,6 % gegen Catherine Davis von der Republikanischen Partei. Nachdem er bisher bei allen folgenden sieben Wahlen, zwischen 2008 und 2020 wiedergewählt wurde, kann er sein Mandat bis heute ausüben. Er wurde stets mit mehr als 73 % der Stimmen wiedergewählt. Sein bestes Ergebnis erzielte er bei den Wahlen 2014 mit 100 %, als er in der allgemeinen Wahl keinen Gegner hatte, und das schlechteste Wiederwahlergebnis hatte er im Jahr 2012 mit 73,6 Prozent der Stimmen.
Die Primary (Vorwahl) seiner Partei für die Wahlen 2022 am 24. Mai gewann er ohne Gegenkandidaten. Er trat dadurch am 8. November 2022 gegen Jonathan Chavez von der Republikanischen Partei an. Er konnte diese Wahl mit 78,5 % der Stimmen deutlich für sich entscheiden. Wie der Republikaner Eugene Yu hatte Hank Johnson in der Vorwahl zur Kongresswahl 2024 keinen Herausforderer im 4. Kongresswahlbezirk. Die Kongresswahl konnte Johnson gegen Yu mit 75,6 % gewinnen. Johnson ist dadurch auch im Repräsentantenhaus des 119. Kongresses bis zum 3. Januar 2027 wieder vertreten.

### Ausschüsse
Johnson ist aktuell Mitglied in folgenden Ausschüssen des Repräsentantenhauses:
- Committee on the Judiciary
  - Courts, Intellectual Property, and the Internet
  - The Constitution and Limited Government
  - The Administrative State, Regulatory Reform, and Antitrust
- Committee on Transportation and Infrastructure
  - Aviation
  - Highways and Transit
  - Railroads, Pipelines, and Hazardous Materials

Zuvor war auch Mitglied im Committee on Armed Services und im Committee on Oversight and Reform. Außerdem ist er Mitglied im Congressional Black Caucus sowie in weiteren über 80 Caucuses.

## Positionen
Johnson war ein Gegner des Irakkrieges. Er sagte zu US-Präsident Bush: „This war has proven to be one of the gravest missteps in the recent history of our country. It is time for President Bush to face the music and respond to the urgent demands of a frustrated country.“ (Dieser Krieg hat sich als einer der schwersten Fehltritte in der jüngeren Geschichte unseres Landes erwiesen. Es ist Zeit, dass Präsident Bush sich der Musik stellt und auf die dringenden Forderungen eines frustrierten Landes reagiert.)
Er ist außerdem ein erklärter Gegner der israelischen Siedlungspolitik und verglich die Siedler im Westjordanland mit „Termiten“.